# 約翰·薩爾瓦多 (奧地利-托斯卡納)
奧地利-托斯卡納的約翰·薩爾瓦多（德語：Johann Salvator von Österreich-Toskana，1852年11月25日—1890年），托斯卡納大公利奧波多二世的幼子。
1889年，約翰·薩爾瓦多與英國人露德蜜拉·斯圖貝爾（Ludmilla Stubel）結婚，隨後兩人駕船航向南美洲。1890年2月約翰·薩爾瓦多自烏拉圭蒙特維多起航，原本打算前往智利瓦爾帕萊索，卻在途中失蹤。1911年被宣布死亡。